# Babylas (patriarcha Antiochii)
Babylas (zm. 253) – 13. patriarcha Antiochii; sprawował urząd w latach 237–251.
Podczas prześladowania chrześcijan za panowania Decjusza w latach 249–251 nie zaparł się wiary i został wtrącony do więzienia, gdzie zmarł z powodu swych cierpień. W średniowieczu jego relikwie zostały przeniesione do Cremony, gdzie znajdują się do dziś.